# Ґлорігантер
Ґлорігантер (англ. glory hunter — «мисливець за славою»), як правило, скорочено ґлор, — уболівальник (зазвичай, футбольний), що підтримує команду, яка дуже популярна, успішна або модна. Часто це люди з інших міст або країн, які захоплюються перемогами команди лише за посередництвом телебачення та Інтернету, але мало знають про історію та традиції команди.
Коли команда починає програвати, ґлорігантери перестають підтримувати «улюблену» команду й перемикаються на іншу, більш успішну.
Водночас, фанів, які почали вболівати за клуб у моменти найбільших успіхів і, попри невдачі, продовжують упродовж багатьох років підтримувати клуб, не вважають ґлорігантерами.
Футбольна журналістка Сара Вінтерберн виділила такі найпопулярніші серед ґлорігантерів англійські клуби в останні десятиліття: «Ліверпуль» (1990-ті), «Манчестер Юнайтед» (кінець 1990-х — початок 2000-х), «Челсі» (2000-ні роки).
Англійський часопис talkSPORT на початку 2012 року провів опитування у соціальній мережі Facebook, щоб з'ясувати, який англійський клуб, на думку вболівальників, має найбільше «ґлорігантерів». Результати: 1. «Манчестер Юнайтед» (69,6 %); 2. «Манчестер Сіті» (13,2 %); 3. «Ліверпуль» (6,8 %); 4. «Челсі» (5,9 %).
Серед клубів, чиїх нових прихильників називали «ґлорігантерами» на початку 2010-х: «Барселона», «Манчестер Сіті» та «Челсі».
Клуби, які станом на 2024 рік у серед найпопулярніших у світі, але не були такими ще 10 років до того: «Манчестер Сіті» та ПСЖ.